# Romée Leuchter
Romée Leuchter, född den 12 januari 2001 i Heerlen, är en nederländsk fotbollsspelare.

## Karriär
Romée Leuchter inledde sin seniorkarriär i PSV Eindhoven år 2019. 2021 kontrakterades hon av AFC Ajax för att 2024 värvas av Paris Saint-Germain. Hon har även representerat det nederländska damlandslaget där hon debuterade år 2022.